# Flechtingen
Flechtingen è un comune tedesco di 2 825 abitanti situato nel land della Sassonia-Anhalt.
Il 1º gennaio 2010 vi sono stati aggregati i comuni di Behnsdorf, Belsdorf e Böddensell.